# Varga-Huszti Máté
Varga-Huszti Máté (Budapest, 1996. május 4. –) magyar színész, zenész, szövegíró.

## Élete
Huszti Zsanett és Varga Attila első gyermekeként született. Gyermekkorát Dunaújvárosban töltötte. 2002 és 2010 között az Dunaújvárosi Arany János Általános Iskola angol tagozatos tanulója, majd 2010-től 2015-ig a dunaújvárosi Széchenyi István Gimnázium humán- angol tagozatos tanulója volt.
A Kaposvári Egyetem színművész szakán szerzett diplomát. 2015-től 2018-ig Cserhalmi György osztályában tanult, 2018-tól Cseke Péter lett az osztályfőnöke. 2021-től a Kecskeméti Katona József Nemzeti Színház színművésze.
2023-ban feleségül vette Szabó Dorottya színművésznőt.

## Fontosabb színpadi szerepei
- Horváth Péter: 56 Csepp Vér... Genya
- Böhm György–Korcsmáros György–Dés László–Horváth Péter: Valahol Európában... Ficsúr
- Szirmai Albert–Bakonyi Károly–Gábor Andor: Mágnás Miska... Pixi
- Eisemann Mihály–Halász Imre–Békeffi István: Egy csók és más semmi... Péter
- Karinthy Ferenc: Gellérthegyi álmok... Fiú
- Lévay Sylvester–Michael Kunze: Elisabeth... Rudolf főherceg
- Tóth Kata–Varga-Huszti Máté (zeneszerző): A Jegesmedve SzerelMese... Békés Tomi
- Thornton Wilder: A mi kis városunk... George Gibbs
- Szente Vajk–Galambos Attila– Juhász Levente: Kőszívű – A Baradlay-Legenda... Palvicz Ottó
- William Shakespeare: Macbeth (színmű)... Ross tábornok
- Szikora Róbert–Lezsák Sándor—Zsuffa Tünde: Az Ég tartja a Földet... IV. Béla
- Bolba Tamás – Szente Vajk – Galambos Attila: Meseautó... Péterffy Tamás
- Lee Hall – Tom Stoppard – Marc Norman: Szerelmes Shakespeare... Webster
- Kovács Lehel – Tóth Kata: Felhangolva... Szereplő

## Filmes és televíziós szerepei

### Sorozatok
- A tanár (2018) – Ábel
- Drága örökösök  (2019) – Az ellenséges csapat kapitánya

## Szinkron

### Sorozatok
- McDonald and Doods (2020-) – Liam Fallin (Niall Wright)

## Zenei pályafutása
2011-ben gimnáziumi zenekart alapított Season 7 néven, melynek énekese és dalszövegírója volt. Nem hivatalosan kiadott első lemezük a Black Ink EP volt, többnyire angol nyelvű dalszövegekkel. Tagváltoztatások után, 2013-ban újraalakultak Pavlov néven, ahol énekes, gitáros és dalszövegíróként tevékenykedett. Ezzel a formációval egy három dalból álló kislemezt töltöttek fel a You Tubera, Rémmesék cím alatt. Miután felvették az egyetemre, zenekara összeegyeztethetetlenség miatt feloszlott 2015-ben.
Rövid négy éves kimaradás után, a 2019-ben alakult Dante ( Szép Domán, Herczegh Péter, Várai Áron, Muhi Áron, D. Varga Ádám ) zenekar énekes-gitárosa, dalszövegírója.
A zenekar 2019.09.09-es dátummal jelentette meg első albumát Kalendárium címmel, mely 10 dalt és egy intrót tartalmaz. Második albumuk, az elsőhöz pontosan egy évre, 2020.09.09-én “Ahol napos a part...” címmel jelent meg.
A Kecskeméti Katona József Nemzeti Színház, a 2021-es évadtól nem csak színművészként, hanem zeneszerzőként is foglalkoztatja.